# 高明镇 (如皋市)
高明镇是中华人民共和国江苏省南通市如皋市一个已撤销的镇。
2013年3月18日，江苏省人民政府批复同意撤销高明镇，将其所辖陈庄、黄庄、西庄3个村委会以及胜利、周庄、章庄3个居委会划归江安镇，晓庄、刘庄、卢庄3个村委会以及中心、高明、鲍庄3个居委会划归搬经镇。